# Rörbro (tubular bridge)

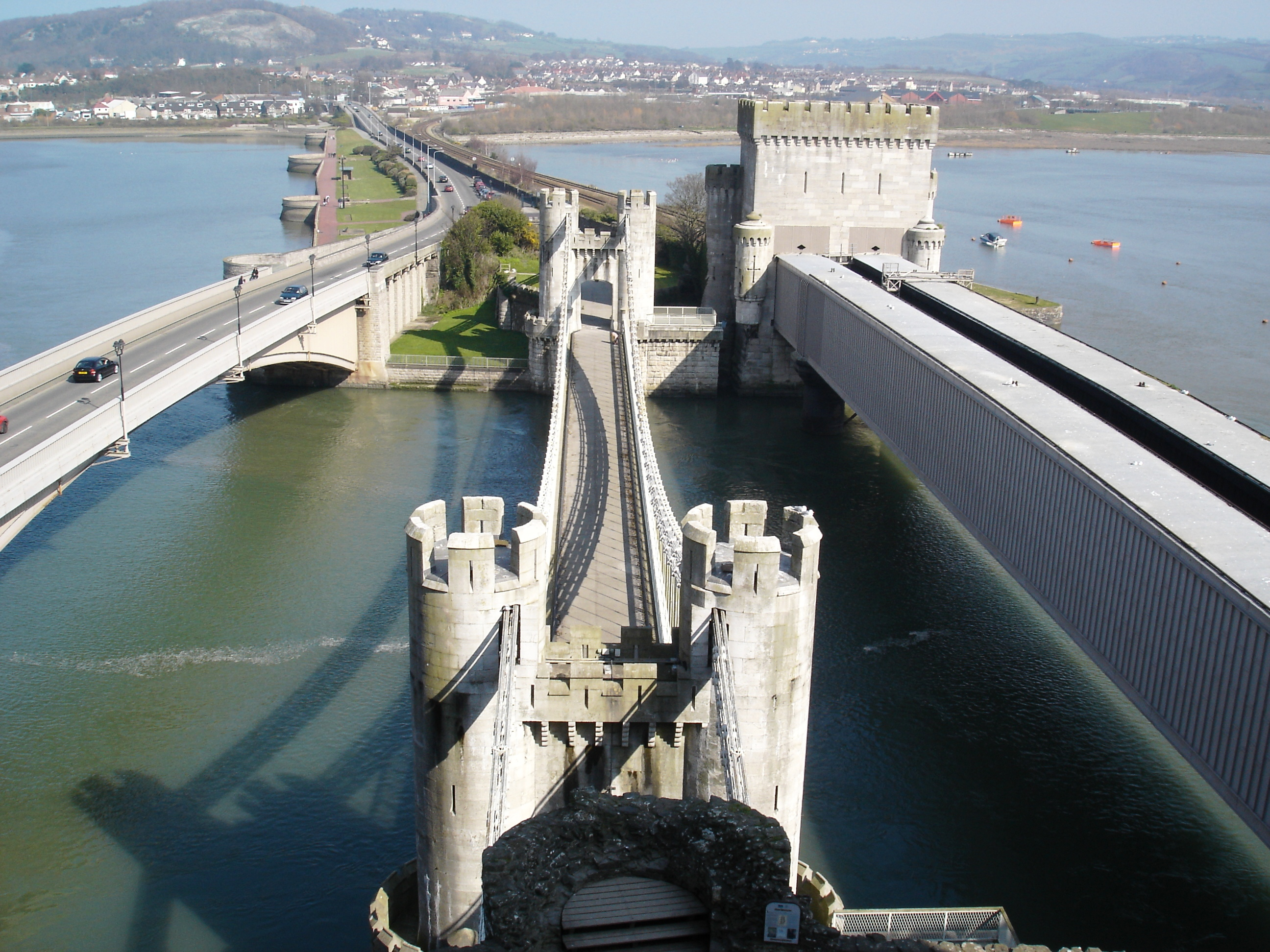
Broarna vid Conwy. Rörbron för järnvägstrafik är till höger, hängbron i mitten och den moderna vägbron till vänster.

En rörbro är en historisk konstruktion för järnvägsbroar i Storbritannien, på engelska kallad "tubular bridge". På en sådan bro löper spåret inne i en rörliknande konstruktion som är upphängd i ändarna som en balk- eller konsolbro. Konstruktionen från 1840-talet  gav järnvägsspåret den nödvändiga stabilitet som samtidens hängbroar inte kunde ge. Den blev emellertid fort omodern, och större järnvägsbroar är sedan dess fackverksbroar.
Ett fåtal broar av denna typ byggdes i Storbritannien omkring år 1850. Två kända broar av denna typ var
- Britannia Bridge över Menai Strait mellan Alderney och Wales.
- Järnvägsbron vid Conwy i Wales.

I närheten av båda dessa broar hade tidigare byggts hängbroar för vägtrafik.
Då den ursprungliga Britannia Bridge förstördes vid en brand 1970 blev den ersatt av en fackverksbro på den gamla brons fundament och med skilda plan för väg- och järnvägstrafik.